# Wilma Lipp
Wilma Lipp (Vienna, 26 aprile 1925 – Inning am Ammersee, 26 gennaio 2019) è stata un soprano austriaco, di frequente associato a ruoli mozartiani quali Kostanze nel Ratto dal serraglio (Die Entführung aus dem Serail) e la Regina della notte nel Flauto magico (Die Zauberflöte).

## Biografia
La Lipp ha studiato a Vienna con Anne Bahr-Mildenburg e Alfred Jerger; il suo debutto, nel 1943, fu nel Barbiere di Siviglia di Gioachino Rossini, nel quale interpretò Rosina, mentre nel 1945 entrò a far parte della Wiener Staatsoper debuttando come Kate Pinkerton in Madama Butterfly, qualche giorno dopo come Esmeralda in Die verkaufte Braut di Bedřich Smetana e successivamente con Lady Harriet Durham in Martha di Friedrich von Flotow. 
Nel 1946 è la Contessa di Ceprano in Rigoletto, Olympia in Les Contes d'Hoffmann, Blondchen in Die Entführung aus dem Serail con Elisabeth Schwarzkopf e nel 1947 è Najade in Ariadne auf Naxos.
Nel 1948 è Königin der Nacht in Die Zauberflöte; questo sarà il ruolo più rappresentato a Vienna con centoventisette recite fino al 1956. Sempre nello stesso anno sarà poi Konstanze in Die Entführung aus dem Serail; anche questo ruolo sarà molto rappresentato a Vienna con ottantacinque recite fino al 1961. Ancora nel 1948 è Frasquita in Carmen (opera).
Ha cantato in numerosi teatri di fama mondiale, tra cui si citano La Scala di Milano, l'Opéra di Parigi, la Royal Opera House di Londra e la San Francisco Opera della città californiana.
A Salisburgo nel 1948 è Konstanze nella ripresa nel Landestheater di "Die Entführung aus dem Serail" di Mozart, nel 1949 nelle riprese nella Felsenreitschule è Königin der Nacht di "Die Zauberflöte" di W.A. Mozart diretta da Wilhelm Furtwängler, ripetuta anche nel 1950, Spirito beato in "Orfeo ed Euridice" di Christoph Willibald Gluck, Servilia nella prima rappresentazione nel Landestheater della "Clemenza di Tito" di Mozart.
A Firenze nella trasferta del Wiener Staatsoper del 1949 è Barbarina nella ripresa nel Teatro della Pergola di "Le nozze di Figaro" di Mozart e Königin der Nacht nella ripresa nel Teatro Comunale di Firenze di "Die Zauberflöte". Nello stesso anno a Vienna è Drei Engelstimmen in Palestrina, Zerbinetta in Ariadne auf Naxos, Gilda in Rigoletto e Servilia in La clemenza di Tito.
Al Royal Opera House nel 1950 è The Queen of the Night in The Magic Flute con la Schwarzkopf, Gilda in Rigoletto cantata anche nel 1951 e nel 1955 è Violetta ne La traviata.
A Vienna nel 1951 è Sophie in Der Rosenkavalier diretta da Erich Kleiber; anche questo sarà un ruolo molto rappresentato allo Staatsoper con cinquantasei recite fino al 1968. Ancora nello stesso anno a Vienna sarà Eine italienische Sängerin in Capriccio diretta dal Dr. Karl Böhm ed Oscar in Un ballo in maschera, nel 1952 è Die Briefchristl in Der Vogelhändler e Das Elflein in Das Christelflein, nel 1955 è Musetta ne La bohème e nel 1957 è Lesbia in Catulli Carmina.
Nel 1958 è Konstanze in Serraglio ad Edimburgo ed al Grand Théâtre di Ginevra. Nello stesso anno a Vienna è Zerlina in Don Giovanni (opera), Regina in Mathis der Maler diretta da Böhm e Woglinde in Das Rheingold diretta da Herbert von Karajan.
Nel 1959 a Vienna è Nedda in Pagliacci (opera); questo ruolo la vedrà presente allo Staatsoper in cinquantanove recite fino al 1976. Ancora nel 1959 a Vienna sarà Euridice in Orfeo ed Euridice con Giulietta Simionato diretta da von Karajan.
Al Teatro alla Scala di Milano è Marcellina in Fidelio diretta da Karajan nella stagione 1960/1961, Eva ne I maestri cantori di Norimberga diretta da  Boehm ed Euridice in Orfeo ed Euridice con la Simionato nel 1962.
A Vienna nel 1960 è Woglinde in Götterdämmerung con Christa Ludwig diretta da Karajan, nel 1961 è Eva in Die Meistersinger von Nürnberg e nel 1962 è Micaela in Carmen con Ettore Bastianini e Mimì ne La bohème.
Al San Francisco Opera nel 1962 è Micaela in Carmen, Sophie ne Il cavaliere della rosa, Alice Ford in Falstaff (Verdi) e Nedda in Pagliacci.
A Vienna nel 1963 è Marguerite in Faust (opera) diretta da Georges Prêtre, nel 1964 è Die Tochter in Cardillac, nel 1965 canta la Sinfonia n. 9 (Beethoven) con la Ludwig diretta dal Böhm e nel 1968 Alice Ford in Falstaff.
Nel 1972 è la Contessa d'Almaviva ne Le nozze di Figaro al Teatro Verdi (Trieste) con Agnes Baltsa.
A Vienna nel 1975 è Rosalinde in Die Fledermaus con la Ludwig, nel 1977 è Seine Frau in Der Besuch der alten Dame e Jungfer Marianne Leitmetzerin in Der Rosenkavalier, nel 1978 è Frau Oberjustizrat Hasentreffer in Der junge Lord e nel 1980 è Nella in Gianni Schicchi.
È stata insegnante al Mozarteum di Salisburgo nel periodo dal 1981 al 1995.
Nel 1985 è Leitmetzerin in Der Rosenkavalier al Teatro Regio di Torino.
È morta il 26 gennaio 2019, all'età di 93 anni, nella sua casa a Inning am Ammersee in Baviera.

## Repertorio operistico
| Ruolo                                    | Titolo                          | Autore           |
| ---------------------------------------- | ------------------------------- | ---------------- |
| Zerlina                                  | Fra Diavolo                     | Auber            |
| Marzelline                               | Fidelio                         | Beethoven        |
| Frasquita Micaëla                        | Carmen                          | Bizet            |
| Adina                                    | L'elisir d'amore                | Donizetti        |
| Lucia Ashton                             | Lucia di Lammermoor             | Donizetti        |
| Marie                                    | La fille du régiment            | Donizetti        |
| Lady Harriet Durham                      | Martha                          | Flotow           |
| Euridice                                 | Orfeo ed Euridice               | Gluck            |
| Marguerite                               | Faust                           | Gounod           |
| Frau Oberjustizrat                       | Der junge Lord                  | Henze            |
| Die Tochter                              | Cardillac                       | Hindemith        |
| Regina                                   | Mathis der Maler                | Hindemith        |
| Sandmännchen Taumännchen                 | Hänsel und Gretel               | Humperdinck      |
| Hanna Glawari                            | Die lustwige Witwe              | Lehár            |
| Lisa                                     | Das Land des Lächelns           | Lehár            |
| Nedda                                    | Pagliacci                       | Leoncavallo      |
| Manon Lescaut                            | Manon                           | Massenet         |
| Ilia                                     | Idomeneo, re di Creta           | Mozart           |
| Blondchen Konstanze                      | Die Entführung aus dem Serail   | Mozart           |
| Barbarina Contessa d'Almaviva            | Le nozze di Figaro              | Mozart           |
| Donna Elvira Zerlina                     | Don Giovanni                    | Mozart           |
| Königin der Nacht Pamina Papagena        | Die Zauberflöte                 | Mozart           |
| Servilia                                 | La clemenza di Tito             | Mozart           |
| Frau Fluth                               | Die lustigen Weiber von Windsor | Nicolai          |
| Olympia Antonia                          | Les contes d'Hoffmann           | Offenbach        |
| Eurydice                                 | Orphée aux enfers               | Offenbach        |
| Drei Engelstimmen                        | Palestrina                      | Pfitzner         |
| Mimì Musetta                             | La bohème                       | Puccini          |
| Kate Pinkerton                           | Madama Butterfly                | Puccini          |
| Nella                                    | Gianni Schicchi                 | Puccini          |
| Rosina                                   | Il barbiere di Siviglia         | Rossini          |
| Mařenka Esmeralda                        | Prodaná nevěsta                 | Smetana          |
| Adele Rosalinde                          | Die Fledermaus                  | Strauss, Johann  |
| Pepi                                     | Wiener Blut                     | Strauss, Johann  |
| Annina                                   | Eine Nacht in Venedig           | Strauss, Johann  |
| Marianne Leitmetzerin Sophie von Faninal | Der Rosenkavalier               | Strauss, Richard |
| Najade Zerbinetta                        | Ariadne auf Naxos               | Strauss, Richard |
| Italienische Sängerin                    | Capriccio                       | Strauss, Richard |
| Contessa di Ceprano Gilda                | Rigoletto                       | Verdi            |
| Violetta Valéry                          | La traviata                     | Verdi            |
| Oscar                                    | Un ballo in maschera            | Verdi            |
| Mrs Alice Ford Nannetta                  | Falstaff                        | Verdi            |
| Woglinde                                 | Das Rheingold                   | Wagner           |
| Eva                                      | Die Meistersinger von Nürnberg  | Wagner           |
| Waldvogel                                | Siegfried                       | Wagner           |
| Woglinde                                 | Götterdämmerung                 | Wagner           |
| Blumenmädchen                            | Parsifal                        | Wagner           |
| Christel                                 | Der Vogelhändler                | Zeller           |

## CD parziale
- Beethoven: Sinfonia No. 9 - EP - Philharmonia Orchestra/Otto Klemperer/Wiener Singverein/Wilma Lipp/Ursula Boese/Fritz Wunderlich/Franz Crass, 2013 Milano Dischi
- Beethoven, Symphony No. 9 "Choral" - Wilma Lipp/Elisabeth Hoengen/Julius Patzak/Otto Wiener/Wiener Philharmoniker/Jascha Horenstein,  2011 SLG/Denon
- Flotow: Martha - Chor des Bayerischen Rundfunks/Orchester des Bayerischen Rundfunks Muenchen/Hans Gierster, 2006 AfHO/Line
- Mozart, Requiem - Karajan/Dermota/Berry, 1962 Deutsche Grammophon
- Mozart: Mass in C Major, K. 317 "Coronation"; Vesperae solemnes de confessore in C Major, K. 339 - Wilma Lipp/Christa Ludwig/Murray Dickie/Vienna Oratorio Choir/Pro Music Symphony Vienna/Jascha Horenstein, 2012 Global Village
- Mozart, Flauto magico - Böhm/Gueden/Böhme/Simoneau, Decca
- Strauss: Die Fledermaus - Wilma Lipp/Gerda Scheyrer/Karl Terkal/Erich Kunz/Philharmonia Chorus/Philharmonia Orchestra/Otto Ackermann, 2011 Past